# جون جوزيف إيرلي
جون جوزيف إيرلي (بالإنجليزية: John Joseph Earley)‏ هو مهندس معماري أمريكي، ولد في 12 ديسمبر 1881 في نيويورك في الولايات المتحدة، وتوفي في 25 نوفمبر 1945 بسبب سكتة.